# 党的群众路线教育实践活动
党的群众路线教育实践活动是中国共产党中央总书记习近平在2013年发起的一场中国共产党党内政治运动，主要针对党内愈演愈烈的四风问题。

## 内容
|  | 围绕主题：围绕保持和发展党的先进性和纯洁性。 主要内容：以为民、务实、清廉为主要内容。 总要求：“照镜子、正衣冠、洗洗澡、治治病” 方式：自上而下在中共全党深入开展。 教育活动指导思想：为民、务实、清廉。 切入点：贯彻落实中央八项规定。 教育活动重点对象：县处级以上领导机关、领导班子和领导干部。 |

“党的群众路线”基本观点：
1. 群众路线是我们党的生命线和根本工作路线。
2. 人民群众是历史创造者。
3. 向人民群众学习。
4. 全心全意为人民服务。
5. 干部的权力是人民赋予的。
6. 对党负责与对人民负责相一致。
7. 党要依靠群众，又要教育和引导群众前进。
8. 从群众中来，到群众中去。
9. 一切为群众的工作都要从群众的需要出发。
10. 多干让人民满意的好事实事。
11. 切实解决群众反映强烈的突出问题。
12. 保持党同人民群众的血肉联系。
13. 艰苦奋斗是党保持同人民群众密切联系的法宝。
14. 为政清廉才能取信于民。
15. 把群众满意作为第一标准。
16. 选用人民群众公认的好干部。
17. 提高做群众工作的能力和水平。

## 活动开展
2013年5月9日，中共中央下发《关于在全党深入开展党的群众路线教育实践活动的意见》提出，中央政治局常委建立教育实践活动联系点，对联系点所在地方和分管领域的教育实践活动进行指导。
2013年5月16日，中共中央政治局常委会议审议通过《关于中央政治局常委同志建立党的群众路线教育实践活动联系点的方案》
2013年6月27日，习近平审定《中央政治局常委同志第一批教育实践活动联系点具体工作的意见》，明确中央政治局常委在教育实践活动3个环节的具体指导任务，要求加强统筹协调、加强具体指导，把联系点办成示范点。
2013年7月7日至8日，习近平主持召开中央军委党的群众路线教育实践活动专题民主生活会。
2013年9月23日至25日，习近平用4个半天时间参加中共河北省委常委班子专题民主生活会。

## 活动启动
2013年4月19日，中央召开政治局会议，决定从2013年下半年开始进行活动，由中共中央总书记习近平主持会议。